# 1998

## Події
Див. також: Категорія:1998
- 1 січня — Велика Британія розпочала головування в Раді ЄС[1].
- 1 липня — Австрія розпочала головування в Раді ЄС[1].
- 15 липня — Перший прямий ефір Нового каналу, вважається днем народження каналу.
- 23 серпня Указом Президента України Кучми встановлено відзнаку «Герой України» (з врученням ордена «Золота Зірка» або ордена Держави).
- Перший реліз музичного редактора Fruity Loops (зараз FL Studio)
- Вийшла друком 14-та редакція американського підручника з внутрішніх хвороб Основи внутрішньої медицини за ред. Т. Гарісона.
- концепція розширеної свідомості Енді Кларка (Andy Clark) й Девіда Чалмерза (David Chalmers).
- Парламентські вибори в Україні 1998

## Народились
Дивись також Категорія:Народились 1998
- 20 січня — Фелікс Редька, український стендап-комік, гуморист.
- 23 січня — XXXTentacion, американський репер, рокер співак та автор пісень.
- 4 лютого — Олександр Порядинський, український співак, переможець четвертого сезону шоу «X-Фактор».
- 10 лютого — Михайло Панчишин, український співак, переможець восьмого сезону шоу «X-Фактор» та «Голос країни-13».
- 11 лютого — Khalid, американський співак.
- 3 квітня — Микита Ломакін, український співак.
- 5 квітня — Дмитро Варварук, український блогер.
- 7 квітня — Богдан Лєднєв, український футболіст, півзахисник «Дніпра-1».
- 9 квітня
  - Ель Феннінг, американська акторка.
  - Ярослав Шахторін, український актор.
- 13 квітня — Анастасія Четверікова, українська веслувальниця-каноїстка, срібна призерка Олімпійських ігор 2020 року.
- 7 травня — MrBeast, американський YouTuber примітний своїми дорогими трюками і філантропії.
- 15 травня — Поліна Василина, українська акторка.
- 4 червня — Єлизавета Яхно, українська спортсменка, що виступає в синхронному плаванні, бронзова призерка Олімпійських ігор 2020 року.
- 28 червня — Олена Луценко, українська співачка, переможниця восьмого сезону шоу «Голос країни».
- 30 червня — Єлизавета Василенко, українська акторка та модель.
- 1 липня — Владислав Дубінчак, український футболіст, лівий захисник київського «Динамо».
- 8 липня — Майя Гоук, американська акторка та модель. Дочка акторів Уми Турман і Ітана Гоука.
- 3 серпня — Олександр Слобоженко, український підприємець, блогер.
- 5 серпня — Катерина Олос, українська акторка, комікеса.
- 8 серпня:
  - Джейден Сміт, американський актор, репер і танцівник.
  - Шон Мендес, канадський співак і автор пісень.
- 18 серпня — Парвіз Насібов, український  борець греко-римського стилю, срібний призер Олімпійських ігор 2020 року.
- 22 серпня — Соня Морозюк, українська художниця.
- 28 серпня — Ірина Коляденко, українська борчиня вільного стилю, бронзова призерка Олімпійських ігор 2020 року.
- 4 жовтня — Микола Шапаренко, український футболіст, півзахисник київського  «Динамо».
- 11 жовтня — OTOY, український хіп-хоп та реп-виконавець.
- 20 листопада — Таїсія Щурук, українська кіноакторка.
- 3 грудня — Міла Сивацька, українська кіноакторка.

## Померли
Див. також: Категорія:Померли 1998, Список померлих 1998 року
- 11 січня — Нечерда Борис Андрійович, український поет-шістдесятник.
- 12 січня — Абросов Микола Сергійович, біофізик, доктор фізико-математичних наук (* 1947).
- 15 квітня — Пот Пол, диктатор Камбоджі, лідер Червоних кхмерів.
- 22 квітня — Гетьман Вадим Петрович, український політик (*1935).
- 3 серпня — Шнітке Альфред Гаррієвич, російський композитор.
- 5 серпня — Живков Тодор, керівник комуністичної Болгарії (1954–89).
- 8 листопада — Джон Гант, британський альпініст, керівник першої успішної експедиції на найвищу вершину світу Еверест (1953, 29 травня).

## Нобелівська премія
- з фізики: Роберт Лафлін; Горст Штермер; Денієл Цуї
- з хімії: Волтер Кон; Джон Попл
- з медицини та фізіології: Роберт Ферчготт; Луїс Ігнаро; Ферід Мурад
- з економіки: Амартія Кумар Сен
- з літератури: Жозе Сарамаґо (Jose Saramago)
- Нобелівська премія миру: Джон Г'юм; Девід Трімбл

## Національна премія України імені Тараса Шевченка
Див. Національна премія України імені Тараса Шевченка — лауреати 1998 року.

## Державна премія України в галузі науки і техніки1998
Список лауреатів див. Лауреати Державної премії України в галузі науки і техніки (1998).